# Posłusznik
Posłusznik (nowicjusz) – osoba przygotowująca się do życia monastycznego. Przebywa on w monasterze razem z innymi braćmi, ale nie jest jeszcze mnichem.
Okres nowicjatu (cs. posłuszanije) trwa trzy lata. Po tym czasie posłusznik (odpowiednik żeński: posłusznica) podejmuje decyzję w sprawie dalszego życia monastycznego.